# José Félix Gallastegi Bilbao
José Félix Gallastegi Bilbao (nascut el 7 de juliol de 1966) és exfutbolista basc, que va jugar de migcampista. Posteriorment ha fet d'entrenador de futbol, i és l'actual responsable d'equipació del Bilbao Athletic.
Gallastegi va participar en gairebé 100 partits de Segona Divisió amb la SD Eibar i el Sestao Sport Club, marcant quatre gols. Com a tècnic, va estar al capdavant de la SD Amorebieta a Segona Divisió B.